# Edward Pitblado
Edward Pitblado   (Winnipeg, 23 de febrer de 1896 - Winnipeg, 2 de desembre de 1978) va ser un jugador d'hoquei sobre gel canadenc que va competir sota bandera britànica durant la dècada de 1920.
Nascut a Winnipeg, Manitoba, durant la Primera Guerra Mundial va lluitar a Europa amb la Canadian Expeditionary Force i la Royal Flying Corps. El 1920 es va llicenciar a la Universitat de Manitoba i poc després retornà a Europa per estudiar a la Universitat d'Oxford gràcies a una beca.
El 1924 va prendre part en els Jocs Olímpics de Chamonix, on guanyà la medalla de bronze en la competició d'hoquei sobre gel.